# Giuseppe Franzelli

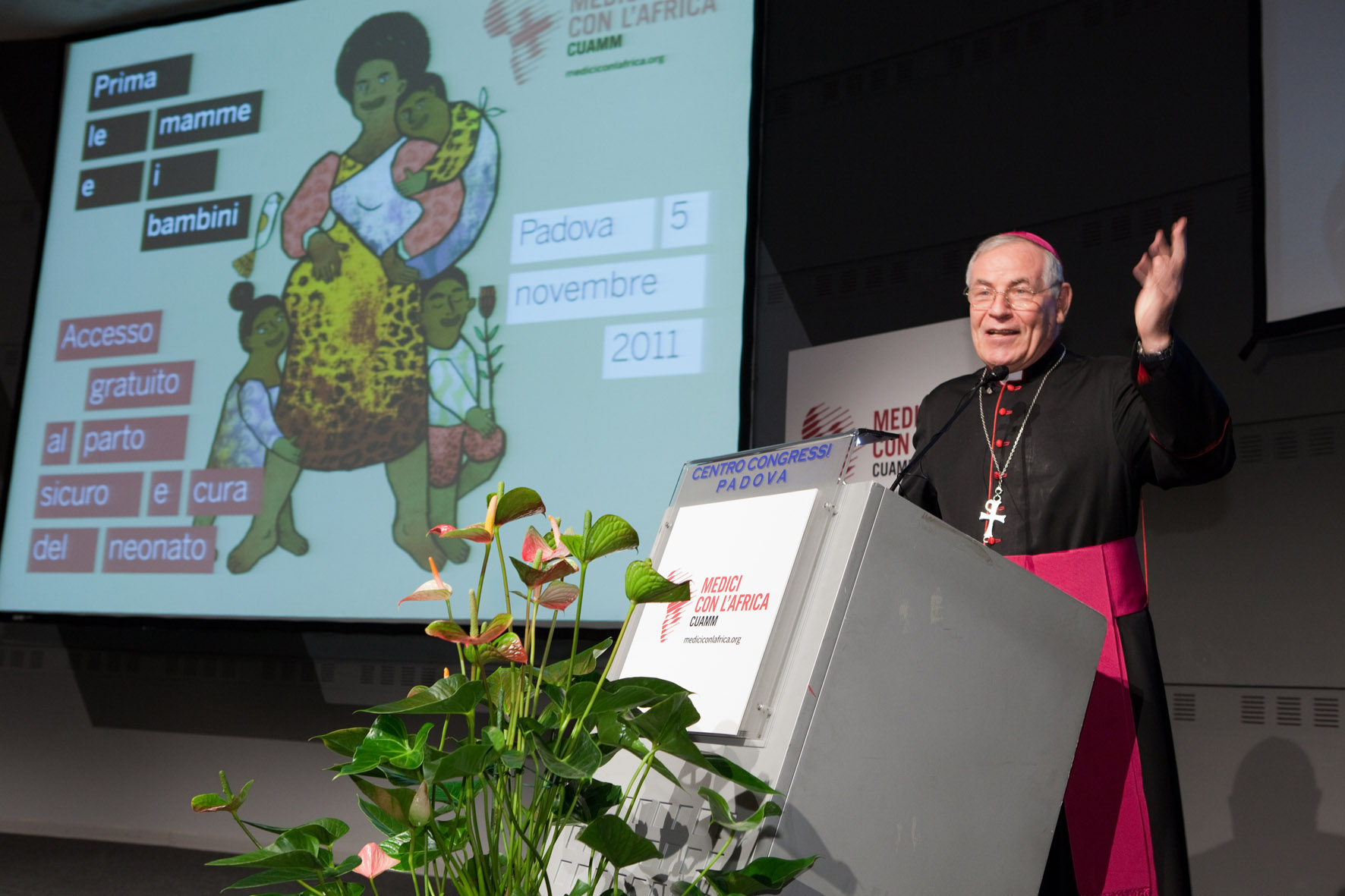

Giuseppe Franzelli MCCJ (Roccafranca, 9 de abril de 1942) é um religioso italiano e bispo católico romano emérito de Lira.
Giuseppe Franzelli entrou para os Missionários Combonianos, fez a profissão a 9 de Setembro de 1963 e foi ordenado sacerdote a 11 de Março de 1967.
O Papa João Paulo II o nomeou Bispo de Lira em 1º de abril de 2005. O arcebispo de Gulu, João Batista Odama, deu-lhe a consagração episcopal em 9 de julho do mesmo ano; Os co-consagradores foram Paul Lokiru Kalanda, bispo de Fort Portal, e Joseph Oyanga, ex-bispo de Lira.
O Papa Francisco aceitou sua aposentadoria em 23 de novembro de 2018.